# Щербина Олександр Олександрович
Олекса́ндр Олекса́ндрович Щерби́на — полковник Збройних сил України, командир 154-ї окремої механізованої бригади.

## З життєпису
Має три вищі освіти, дві з яких отримав за кордоном.
Працював спостерігачем ОБСЄ у Грузії, у складі сил стабілізації (SFOR) у Боснії і Герцеговині, а також у миротворчій місії в Косово.
У 2008 році звільнився з військової служби — вийшов на пенсію за вислугою років.
З 2014-го мобілізований. Був заступником командира 39-го батальйону територіальної оборони, потім командиром 17-го окремого мотопіхотного батальйону, а згодом — першим заступником командира 57-ї окремої мотопіхотної бригади.
Звільнився з військової служби.
Після повномасштабного вторгнення РФ в Україну у лютому 2022 року він повернувся до лав ЗСУ, брав участь у боях на різних напрямках.
В 2023 році призначений командиром новосформованої 154-ї окремої механізованої бригади.

## Нагороди
- Орден Богдана Хмельницького III ступеня (21 жовтня 2014) — за особисту мужність і героїзм, виявлені у захисті державного суверенітету та територіальної цілісності України, вірність військовій присязі.[2]
- Орден Данила Галицького (27 червня 2015) — за особисту мужність і високий професіоналізм, виявлені у захисті державного суверенітету та територіальної цілісності України, вірність військовій присязі.[3]
- Відзнака НГШ ЗСУ «За досягнення у військовій службі» І ступеня (7 грудня 2016)[джерело?]
- Відзнака НГШ ЗСУ «За досягнення у військовій службі» ІІ ступеня (18 грудня 2014)[джерело?]
- Нагрудний знак «За військову доблесть» (18 квітня 2016)[джерело?]
- Нагрудний знак «Знак пошани» (1 грудня 2015)[джерело?]